# Pezzata Rossa Italiana
La Pezzata Rossa Italiana è una razza bovina a triplice attitudine, perché veniva utilizzata per la carne il latte e il lavoro. La pezzata rossa di oggi è molto diversa da quella di una volta. La prima cosa che cambia è il nome, una volta veniva chiamata pezzata rossa Friulana, poi gli allevatori di ogni dove la facevano accoppiare con altre razze bovine. La più efficiente fu quella  della simmental chiamata così perché è nata sulle sponde del fiume Simme in Svizzera.

## Origine
Prima del 1985 veniva chiama Pezzata Rossa Friulana. Razza di origine meticcia da un incrocio di sostituzione avvenuto nel 1870 tra una vecchia razza locale detta Friulana, adibita più al lavoro che alla produzione di latte e di carne, e la razza Simmental pezzata rossa di origine Svizzera. Successivamente è stata migliorata per il latte utilizzando tori francesi di razza Montbeliarde e per la carne attraverso incroci con tori di razza Bavarese e Austriaca.

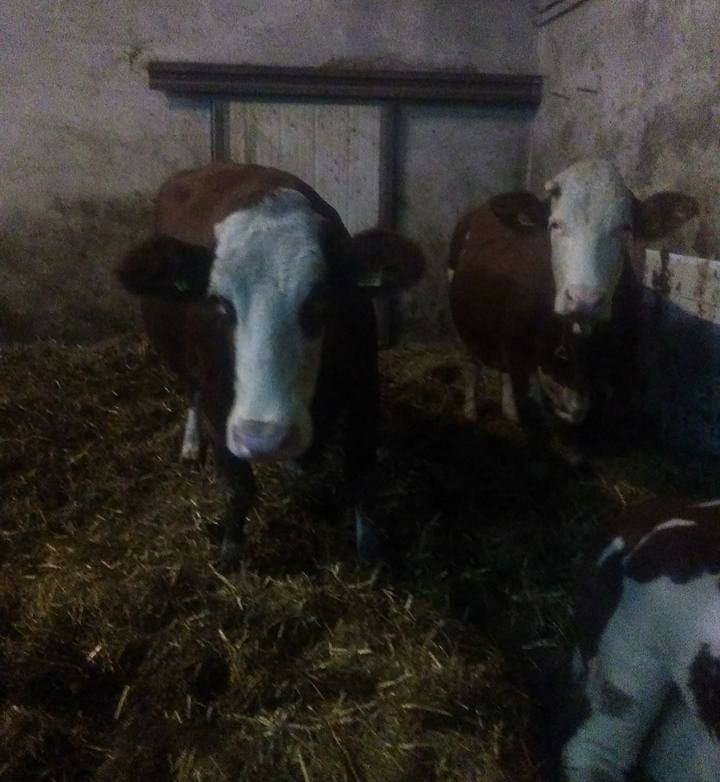
Vitelli adulti

L'origine della Pezzata Rossa Italiana, grazie al suo alto grado di adattamento, dalle Alpi Bernesi si è diffusa in molti Paesi europei, ed anche in molte zone extracontinentali. In tutte le zone di allevamento la razza si è distinta in differenti ceppi. L'allevamento in Italia ha avuto inizio nel Friuli-Venezia Giulia attraverso un incrocio di sostituzione dei bovini locali. Per questo la razza è stata a lungo denominata "Pezzata Rossa Friulana" fino al 1985, quando ha assunto l'appellativo di "italiana". La principale attitudine richiesta era il lavoro nei campi. Per le sue caratteristiche, per la sua adattabilità e la sua fertilità, questa razza è adatta alle diverse situazioni socio-economiche esistenti. In Trentino-Alto Adige e nel Friuli la razza è sfruttata soprattutto per la produzione di latte. Nell'Appennino centro-meridionale, dove risulta molto difficile mungere a causa per l'allevamento estensivo, questa razza è utilizzata per l'allevamento della linea "vacca vitello". Nelle altre zone di allevamento si mira alla produzione del latte e della carne.

## Diffusione
Dalla zona di origine, cioè Friuli-Trentino-Veneto si è diffusa in tutta Italia dove si possono contare circa 58000 capi in quali i 2/3 sono presenti nel Triveneto, mentre la restante parte è suddivisa in Centro e Sud Italia.
La razza Pezzata Rossa Italiana si è diffusa a partire dal Triveneto, estendendosi poi su tutto il territorio nazionale, in particolare in Piemonte e in Sicilia, nelle aree montane e collinari, generalmente in allevamenti di dimensioni medio-piccole. La Pezzata rossa italiana appartiene alle razze pezzate rosse derivate Simmental. La Pezzata rossa di Simmental, grazie alle sue ampie prestazioni di adattamento, dalle alpi Bernesi si è diffusa in molti Paesi Europei.

## Caratteri morfologici
la Pezzata rossa italiana possiede i caratteri tipici della razza a duplice attitudine con un buon equilibrio tra le due funzioni (50% latte e 50% carne), senza prevalenza di una di esse. Mantello: è pezzato rosso, più scuro nei maschi mentre è più chiaro nelle femmine e nei soggetti giovani; la testa, la coda, il ventre e la punta degli arti sono bianchi. Il muso bianco è un carattere dominante, la cute è rosa, sottile e morbida.
Peso:  i tori arrivano a circa 11 quintali, mentre le vacche arrivano a circa 7 quintali.
Altezza:  i tori sono alti circa 150 cm al garrese e le vacche circa 140 cm.
Morfologia:  non spiccano caratteri né di una razza da latte, né di una razza da carne, ma solamente un'armonica fusione di entrambi. La testa è leggera, hanno un collo corto e muscoloso, il torace ampio e profondo, spalle larghe e robuste, la linea dorso-lombare è rettilinea, le cosce e le natiche sono muscolose e convesse mentre gli arti sono corti e robusti.
Il suo mantello è pezzato rosso, arti e regioni lombari in genere sono bianchi, testa bianca con orecchie rosse, il muso è di colore carnicino, mentre le corna sono corte di colore giallo ceroso come gli unghioni. Gli animali sono armonici, hanno una taglia e statura medio-alta. La statura femminile va dai 140 cm ed oltre, mentre il peso vivo va dai 650–700 kg ed oltre. Questo bovino è un animale docile, rustico e precoce. È una razza a duplice attitudine: oltre a produrre latte e carne, si caratterizza per una elevata resistenza alle mastiti e per una accentuata fertilità. Il latte contiene un'alta percentuale di proteine. La pezzata rossa ha buone prestazioni come produzione di carne.

## Caratteri funzionali
Rusticità: hanno una buona rusticità, intermedia tra la razza Frisone e la razza Bruna, è una razza estremamente adattabile, soprattutto negli ambienti montani e negli ambienti ristretti.
Fertilità: l'età media al primo parto è di 30 mesi.
Longevità:  la carriera totale di questa razza è di media pari a 78 mesi con un numero medio di lattazioni pari a 3,7.
Produzione di latte:  questa attitudine è sfruttata soprattutto nel Nord Italia, dove si raggiunge una produzione di latte media pari a 50 quintali per una lattazione, con durata media di circa 301 gg. La percentuale di grasso del latte è mediamente del 3,8 %, quella delle proteine mediamente del 3,3%, con una frequenza della variante B della K-Caseina pari al 40%.
Produzione di carne:  questa attitudine è sfrutta specialmente nel Centro e nel Sud Italia, dove con un allevamento estensivo (pascolo), la mungitura non è sempre possibile. Si ottengono i seguenti tipi da macello:
1. Riproduttori a fine carriera, con la particolarità di ottenere dalle femmina una carne buona e pregiata.
2. Vitellone pesante con peso vivo alla macellazione di circa 5 quintali ed età media di 14-15 mesi.
3. Linea vacca-vitello con svezzamento al pascolo del vitello di 1º o 2º parto e macellazione di entrambi, tutto ciò è fatto perché le madri hanno una buona carne ed i vitelli alla nascita hanno elevato valore di mercato.

L'associazione di questa razza è definita con l'acronimo A.N.A.P.R.I. (Associazione Nazionale Allevatori Pezzata Rossa Italiana) con sede a Udine e promuove il miglioramento genetico ponendosi degli obbiettivi che riguardano la produzione di latte con medi di 60 quintali per lattazione e proteine al 3,5%, fertilità con età al primo parto di 24-25 mesi, parti facili, interparto medio di 12 mesi. Mentre per la produzione di carne si tende a migliorare i vitelloni aumentando i valori di I.P.M.G., la resa al macello, l'indice di conversione alimentare.
La Pezzata rossa italiana è tra le razza più numerose al mondo e conta oltre 40 milioni di animali. Il motivo di questa diffusione è quella di essere una bovina in grado di produrre latte sia di ottima qualità che di resa, il suo latte è particolarmente usato per la produzione di formaggio e fornisce anche carne di qualità. Questa razza possiede una facilità di adattamento alle condizioni disagiate e per questo viene definita una bovina redditizia per ogni tipo di allevatore.